# Dasybasis caesia
Dasybasis caesia är en tvåvingeart som först beskrevs av Walker 1848.  Dasybasis caesia ingår i släktet Dasybasis och familjen bromsar. Inga underarter finns listade i Catalogue of Life.